# Derrick
Derrick – niemiecki serial z 1974 roku. Polska premiera odbyła się w 1988 roku.

## Fabuła
Tytułowy Derrick to detektyw, który pracując dla komendy policji w Monachium rozwiązuje różne kryminalne zagadki.

## Obsada
- Horst Tappert – Stephan Derrick
- Fritz Wepper – Harry Klein
- Willy Schäfer – Willi Berger

## Kontrowersje
Według dokumentu ujawnionego w 2013 roku przez socjologa Jörga Beckera, odtwórca głownej roli w serialu Horst Tappert służył w 3. Dywizji Pancernej SS „Totenkopf”. Sam w wywiadach nigdy nie wspominał o służbie w Schutzstaffel. Po nagłośnieniu sprawy przez gazetę Frankfurter Allgemeine Zeitung, telewizja ZDF i kilka innych stacji telewizyjnych poinformowały o wycofaniu z ramówki produkcji z udziałem aktora. 